# 毛叶臭草
毛叶臭草（学名：Melica onoei var. pilosula）为禾本科臭草属下的一个变种。

## 扩展阅读
- 維基物種上的相關：毛叶臭草